# Rõuge Suurjärv
Rõuge Suurjärv is een meer in het zuiden van Estland in de gemeente Rõuge, provincie Võrumaa. Het is het diepste meer in Estland met een maximale diepte van 38 meter.
De rivier Rõuge, een zijrivier van de Võhandu, stroomt door het meer.